# Condado de Marion (Virginia Occidental)
El condado de Marion (en inglés: Marion County), fundado en 1842, es uno de los 55 condados del estado estadounidense de Virginia Occidental. En el año 2000 tenía una población de 56.509 habitantes con una densidad de 71 personas por km². La sede del condado es Fairmont.

## Geografía
Según la Oficina del Censo, el condado tiene un área total de 805 km² (310,8 mi²), de la cual 803 km² (310 mi²) es tierra y 5 km² (1,9 mi²) (0,58%) es agua.

### Condados adyacentes
- Condado de Monongalia - norte
- Condado de Taylor - sureste
- Condado de Harrison - sur
- Condado de Wetzel - oeste

### Carreteras
- Interestatal 79
- U.S. Highway 19
- U.S. Highway 250

## Demografía
En el 2000 la renta per cápita promedio del condado era de $28 626, y el ingreso promedio para una familia era de $37 182. En 2000 los hombres tenían un ingreso per cápita de $29 005 versus $21 100 para las mujeres. El ingreso per cápita para el condado era de $16 246. Alrededor del 16,30% de la población estaba bajo el umbral de pobreza nacional.

## Comunidades

### Ciudades
- Fairmont
- Mannington
- Pleasant Valley

### Pueblos
| - Fairview - Barrackville - Farmington - Grant Town | - Monongah - Rivesville - Whitehall - Worthington |

### Otras comunidades
| - Baxter - Beverley Hills - Big Run - Grays Flat | - Hebron - Pine Grove - Stringtown |